# المنايف
المنايف إحدى قرى مركز أبو صوير التابع لمحافظة الإسماعيلية بجمهورية مصر العربية.